# ناحیه ورخویانسکی
ناحیهٔ ورخویانسکی یا ناحیه یانای بالا (به روسی: Верхоя́нский улу́с) یک ناحیه در روسیه است که در جمهوری یاقوتستان واقع شده‌است و طبق سرشماری سال ۲۰۱۲ میلادی، ۱۲٬۸۱۵ نفر جمعیت داشته‌است.